# Apolysis glauca
Apolysis glauca är en tvåvingeart som beskrevs av Axel Leonard Melander 1946. Apolysis glauca ingår i släktet Apolysis och familjen svävflugor.
Artens utbredningsområde är Kalifornien. Inga underarter finns listade i Catalogue of Life.